# Wolfe+585, Senior
Wolfe+585, Senior est le surnom d'un homme qui a eu le plus long nom jamais porté par quelqu'un.
Hubert Blaine Wolfeschlegelsteinhausenbergerdorff (son nom tel qu'utilisé à l'écrit) est né à Bergedorf, en Allemagne le 29 février 1904 et émigra aux États-Unis, s'installant à Philadelphie. Il fut photographié pour le Livre Guinness des records de 1980 devant un chapiteau à New York qui affichait son nom.

Son nom complet était Adolph Blaine Charles David Earl Frederick Gerald Hubert Irvin John Kenneth Lloyd Martin Nero Oliver Paul Quincy Randolph Sherman Thomas Uncas Victor William Xerxes Yancy Zeus 
, Senior.
Il fut dans toutes les éditions du Livre Guinness des records de 1975 à 1982. À partir de 1983, seule la forme « courte » de son nom était utilisée.
Il meurt en 1997.